# Найманське ханство

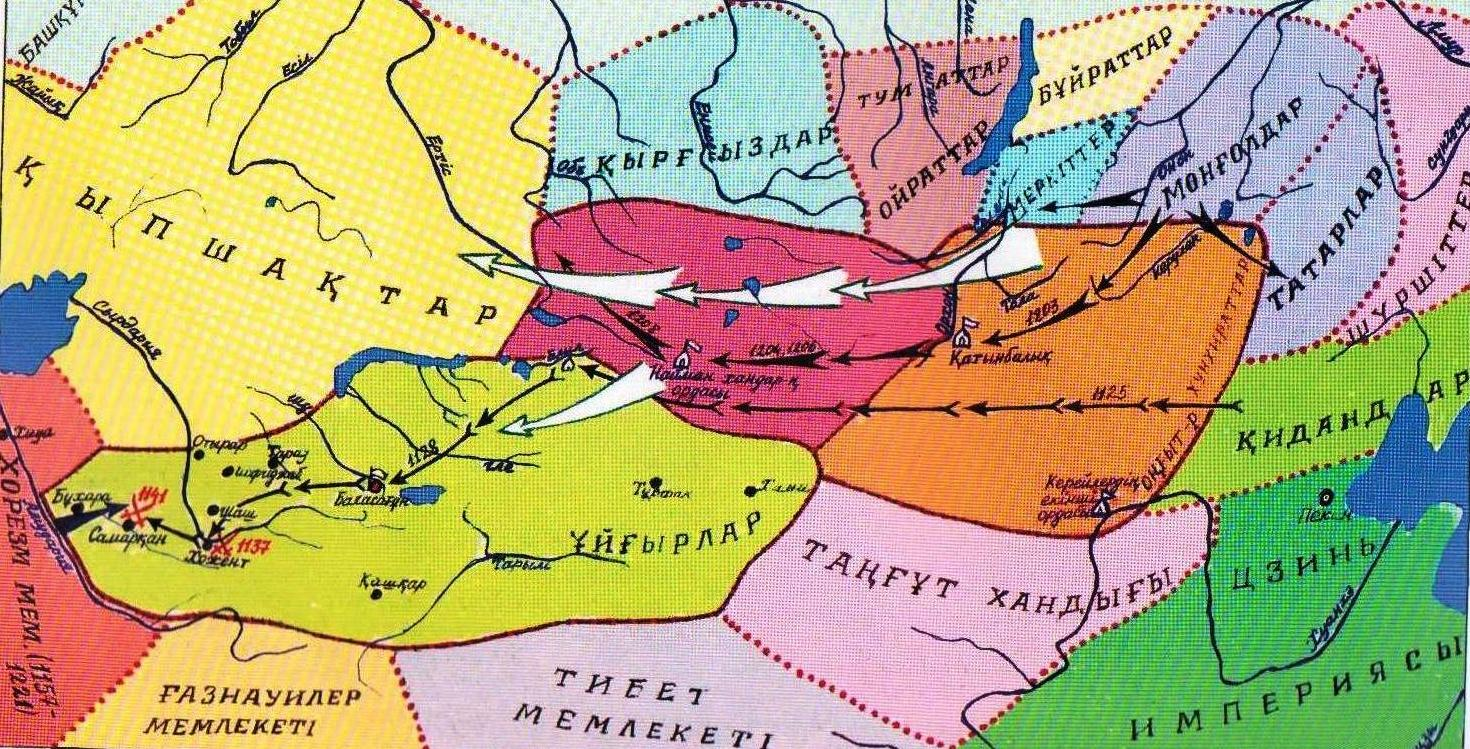

Найманське ханство — держава у Середній Азії, яка існувала у VIII–XIII століттях.
Походження найманів до сьогодні остаточно не відоме, а отже й історія їхньої держави має багато білих плям. За однією гіпотезою, наймани походять від монголомовних каракитаїв, які після падіння Ляо перейшли до західної Монголії і заснували своє ханство. За іншої гіпотезою, Найманське ханство було конгломератом великих огузьких племен, які заселяли величезну територію від Балхаша та Алтаю до сучасних Монголії та Китаю, і при тому утворювали союз з онгутами, кереїтами та кіданами.
Остаточно відомо, що вперше наймани згадуються у китайській історії у VIII столітті, як плем'я, що мешкало на південь від Байкалу. На 850 рік наймани збільшили свою територію від верхів'їв Орхона і Таримського басейну до Чорного Іртиша. 1007 року найманці прийняли християнство несторіанського типу. На час існування держави Чингіс-хана, Найманське ханство було одним із найсильніших противників монголів.
В XII столітті Найманське ханство, яке було конфедерацією племен, було однією з найбільших середньоазійських держав. Після утворення держави каракитаїв, Найманське ханство увійшло до його складу, але після смерті Єлу Даші отримало незалежність, оголосивши своїм ханом Інанч-Більге-Буку. На той час Найманське ханство займало територію на захід від кереїтів, у західній Монголії. Мирні відносини змінювались тимчасовими сутичками.
У Найманському ханстві діяло просте право, було поширене діловодство. Документи підкріплювались печатками. Посади в еліти передавалась по спадковості. Відношення Найманського ханства до християнства призвело до культурного піднесення держави.
На кінець XIII століття Темуджин розгромив татар, 1203 року захопив кереїтів, а 1206 року підкорив Найманське ханство. Після цього наймани вже ніколи не мали власної держави і асимілювались з казахами, узбеками та іншими народами Середньої Азії.